# کوکی ماتسومورا
کوکی ماتسومورا (ژاپنی: 松村 航希؛ زادهٔ ۲۴ مهٔ ۱۹۹۶) یک بازیکن فوتبال اهل ژاپن است.
از باشگاه‌هایی که در آن بازی کرده‌است می‌توان به باشگاه فوتبال فوجی‌ئدا اشاره کرد.